# ダリル・ストロベリー

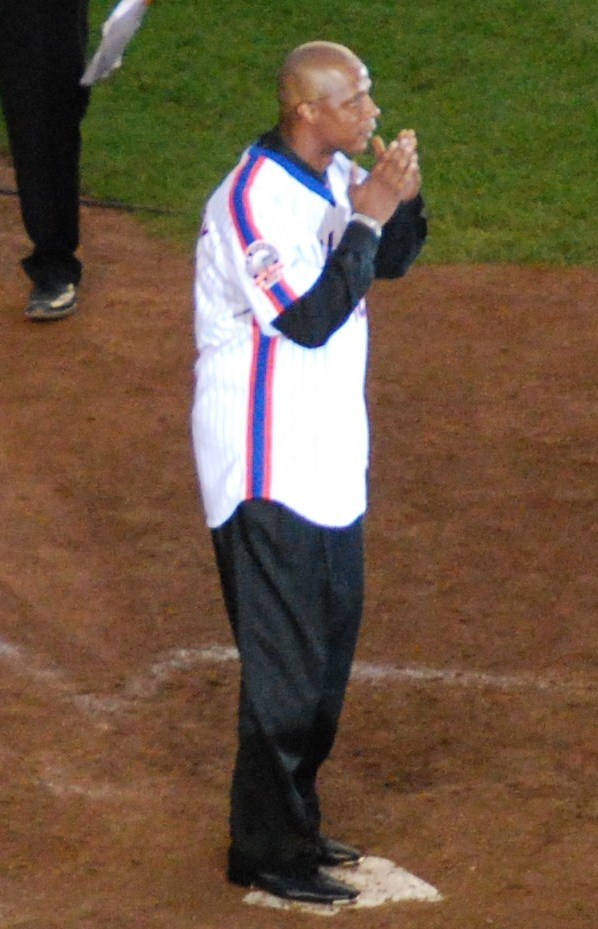
2008年9月28日

ダリル・ユージーン・ストロベリー（Darryl Eugene Strawberry, 1962年3月12日 - ）は、アメリカ合衆国カリフォルニア州ロサンゼルス出身の元プロ野球選手（外野手）。左投左打。息子のD.J.ストロベリーは元NBA選手で、世界各国のリーグでプレイしている。

## 経歴

### 高校時代
クレンショー高校時代は「ブラック・テッド・ウィリアムズ」の異名を取り、後にシンシナティ・レッズ等でプレイするエリック・デービスがライバルだった。

### ニューヨーク・メッツ時代(1980年 - 1990年)
1980年のMLBドラフトで1巡目（全体1位）にニューヨーク・メッツから指名を受け入団。
1982年にAA級で34本塁打・97打点・100四球・45盗塁を記録。
1983年5月6日のレッズ戦でメジャーデビュー。前半戦は打率.202・8本塁打と振るわなかったが、後半戦で打率.294・18本塁打と調子を上げ、シーズン通算で打率.257・26本塁打・74打点を記録し、ルーキー・オブ・ザ・イヤーに選出された。
1984年はオールスターゲームに初めて選出され、先発出場を果たした。シーズンでは26本塁打・97打点を記録した。同年ドワイト・グッデンがメジャーに昇格し、共にチームの若き主力となる。
1985年は5月に故障で離脱するが、6月に復帰。7月20日のアトランタ・ブレーブス戦で1試合7打点をマークするなど後半戦は打率.305・21本塁打・60打点を記録、シーズン通算で打率.277・29本塁打・79打点の成績だった。
1986年はオールスターゲーム前日のホームランダービーでウォーリー・ジョイナーと同点優勝。27本塁打・93打点を記録して、チームの地区優勝に貢献。ヒューストン・アストロズとのリーグチャンピオンシップシリーズではシリーズ記録となる12三振を喫するが、第5戦でノーラン・ライアンから本塁打を放つなど2本塁打を記録し、チームも4勝2敗でアストロズを下してリーグ制覇。ボストン・レッドソックスとのワールドシリーズでは第7戦で本塁打を放ち、17年ぶりのワールドシリーズ優勝を果たした。
1987年は打率.284・39本塁打・104打点・36盗塁を記録し、30本塁打・30盗塁を達成。同年チームメイトのハワード・ジョンソンも36本塁打・32盗塁を記録し、史上初の同一シーズン同一チームから複数の達成者が誕生した。またかつてのライバル、デービスも37本塁打・50盗塁で30-30を達成している。
1988年は打率.269・39本塁打・101打点・29盗塁を記録、最多本塁打のタイトルを獲得し、チームの2年ぶりの地区優勝の原動力となる。ロサンゼルス・ドジャースとのリーグチャンピオンシップシリーズではチーム最多の6打点を記録するが3勝4敗で敗退し、リーグ優勝はならなかった。MVPの投票ではカーク・ギブソンに次ぐ2位に入った。
1989年は不振で打率.225・29本塁打・67打点に終わる。
1990年は37本塁打・108打点と復活し、MVPの投票で3位に入る。

### ロサンゼルス・ドジャース、サンフランシスコ・ジャイアンツ時代(1991年 - 1994年)
1990年オフにフリーエージェントとなり、11月8日に故郷のロサンゼルス・ドジャースと5年2,225万ドルで契約した。
1991年はチーム最多の28本塁打・99打点とまずまずの活躍を見せ、チームも地区優勝を争うが、ブレーブスと1ゲーム差の2位に終わる。オフにデービスがトレードで加入しチームメイトとなるが、ここから故障等もあって成績を落とすようになり、翌1992年は打率.237・5本塁打に留まり、チームも地区最下位に低迷してしまう。さらに1993年は打率.140・5本塁打に終わるなど期待を大きく裏切ってしまっただけでなく、ついには1994年、4月の試合に無断欠場したことが元で同年5月26日に解雇される（後述）。
その後、同年6月19日にサンフランシスコ・ジャイアンツと契約するが、同年はMLBストライキが8月に起きたためにシーズンが打ち切られるが打率.239・4本塁打の成績しか挙げられなかった。
その後1995年2月にコカイン使用が発覚して出場停止処分を受けたため、解雇された。

### ニューヨーク・ヤンキース・独立リーグ時代(1995年 - 1996年)
1995年は出場停止処分が明けた6月19日にニューヨーク・ヤンキースと契約するものの、同年は、3本塁打に終わりオフにFAとなる。
1996年初頭は独立リーグのセントポール・セインツと契約を結び、2か月ほどプレイした後ヤンキースと再契約する。

### ヤンキース復帰・引退まで(1996年 - 1999年)
1996年7月4日にヤンキースに復帰。メッツ時代のチームメイトで、やはりドラッグにより前年1シーズンの出場停止処分を受けたグッデンと再びチームメイトになる。63試合に出場して11本塁打・36打点と復活の兆しを見せ、チームの地区優勝に貢献。ボルチモア・オリオールズとのリーグチャンピオンシップシリーズでは、第4戦で2本塁打を放つなど打率.417・3本塁打の大活躍でオリオールズを4勝1敗で破り、リーグ優勝の立役者となった。ブレーブスとのワールドシリーズでは振るわなかったが、チームは4勝2敗で15年ぶりの世界一の栄冠を手にした。
1997年は故障のため11試合の出場に留まる。
1998年は24本塁打・57打点を記録。7年ぶりに20本塁打以上をマークして、114勝を挙げて独走で地区優勝を果たしたチームに貢献したが、10月1日に大腸ガンの診断を受け、手術。チームはサンディエゴ・パドレスを4連勝で下してワールドシリーズ優勝を果たすが、出場はならなかった。
1999年は4月3日にフロリダで逮捕され（後述）、出場停止処分を受ける。終盤の9月に復帰を果たし、打率.327・3本塁打を記録。ポストシーズンでも打率.333と存在感を見せ、チームはワールドシリーズでブレーブスを4連勝で下して連覇を達成。翌年1月に再びコカインの陽性反応を示したため1年間の出場停止処分を受け、そのまま引退となった。

### 引退後

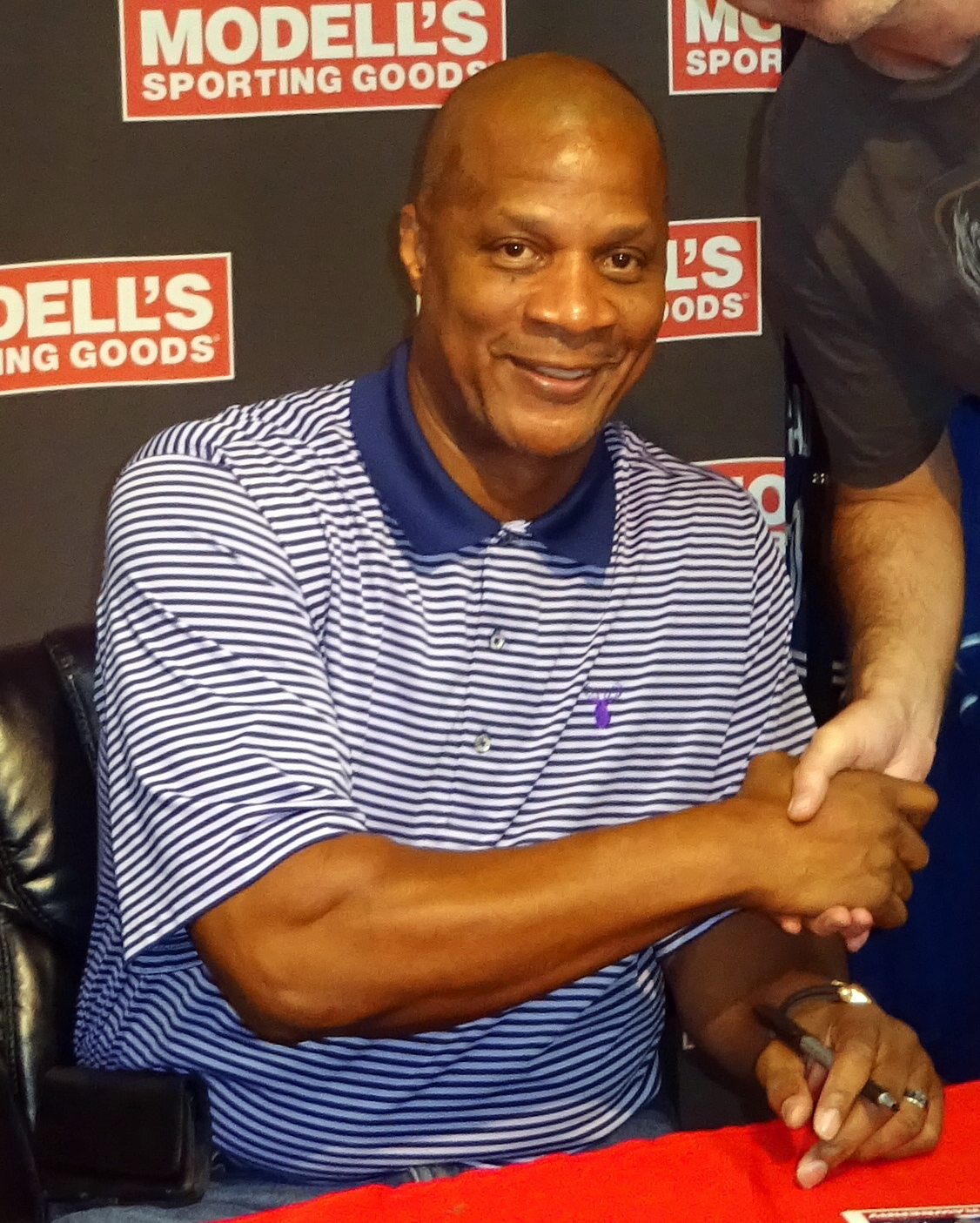
2016年、サイン会にて

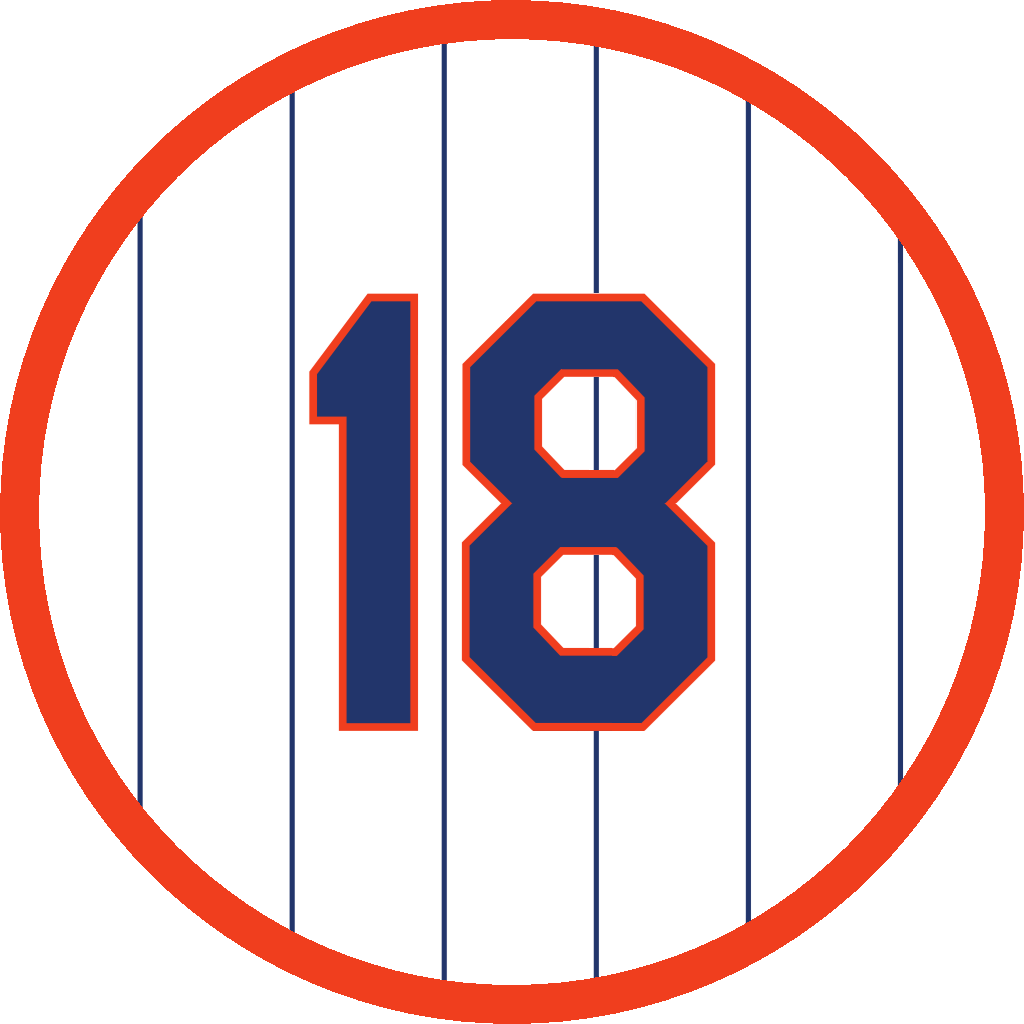
ストロベリーのメッツ在籍時の背番号「18」。
ニューヨーク・メッツの永久欠番に2024年指定。

2006年8月19日にメッツの本拠地シェイ・スタジアムで試合前に行われた、1986年のワールドチャンピオンチームのリユニオンに登場し、ファンのスタンディング・オベーションを受けた。10月15日に行われたセントルイス・カージナルスとのリーグチャンピオンシップシリーズ第2戦で始球式を行っている。
2023年8月25日、古巣メッツはストロベリーのメッツ在籍時の背番号『18』を、同時期のチームメイトだったドワイト・グッデンの『16』とともに永久欠番に指定することを発表し、翌2024年6月1日に永久欠番表彰式が執り行われた。

## 選手としての特徴
198センチの長身から放たれる、滞空時間の長いホームランが特徴。三振も多かったが足も速く30-30を1度達成している。
今でもニューヨークでは絶大な人気を誇る。

## 不祥事・トラブル
野球選手としてもすぐれていたが、ストロベリーは現役時代よりトラブルが非常に多い人物でもあった。
- 1987年より当時のリサ夫人（以下、リサ夫人又はリサ・ワトキンスとする）が別居を申請。
- 1989年4月7日にリサ・クレイトン（当時の夫人とは別人）が、自分の息子の父がストロベリーであると訴え、1990年1月10日には血液検査の結果、親子であることが証明された。
- 鑑定の二日後の1990年1月12日にリサ夫人をピストルで脅したとして逮捕される（不起訴処分）。
- 1993年9月17日にガールフレンドのチャリシー・サイモンを殴って逮捕される。その時点でチャリシーは妊娠3ヶ月であった。
- 同年10月30日にリサ・ワトキンスと正式に離婚し、12月20日にチャリシーと結婚。
- ドジャース所属時の1994年4月5日に試合を勝手に欠場し、その夜まで行方不明となる。翌日解雇される。
- 1994年12月20日に代理人と共に30万ドル以上の納税漏れで起訴される。翌年、45万ドルの追徴課税と6ヶ月間の自宅拘禁を宣告される。
- 1995年2月13日にコカインの陽性反応が発覚し、75日間の出場停止処分を受ける。同日、ジャイアンツを解雇。
- 1998年には先述の通り、ガンが発見され手術を受ける。
- 1999年4月3日にタンパで女性警官によるおとり捜査にひっかかり逮捕。4月24日には140日間の出場停止処分を受ける。5月29日に不起訴処分となり、21か月間の執行猶予と地域奉仕活動が命ぜられる。
- 2000年1月2日に再びコカインの陽性反応を示し、3月15日に1年間の出場停止処分を受ける。
- 同年7月28日にガンがリンパ節に転移しているのが判明し、8月7日に腎臓摘出手術を受ける。
- 同年9月11日に鎮痛剤を飲んで運転したところ意識を失い、他の車に追突して逃げようとしたところを非番の警官に見つかり現行犯で逮捕。翌日、執行猶予は2年の自宅監禁に変えられた。

以上が概ね現役引退直後までにストロベリーが起こした不祥事・トラブルであるが、この後も同種の事件を繰り返している。

## 詳細情報

### 年度別打撃成績
| 年 度     | 球 団     | 試 合 | 打 席 | 打 数 | 得 点 | 安 打 | 二 塁 打 | 三 塁 打 | 本 塁 打 | 塁 打 | 打 点 | 盗 塁 | 盗 塁 死 | 犠 打 | 犠 飛 | 四 球 | 敬 遠 | 死 球 | 三 振 | 併 殺 打 | 打 率 | 出 塁 率 | 長 打 率 | O P S |
| --------- | --------- | ----- | ----- | ----- | ----- | ----- | -------- | -------- | -------- | ----- | ----- | ----- | -------- | ----- | ----- | ----- | ----- | ----- | ----- | -------- | ----- | -------- | -------- | ----- |
| 1983      | NYM       | 122   | 473   | 420   | 63    | 108   | 15       | 7        | 26       | 215   | 74    | 19    | 6        | 0     | 2     | 47    | 9     | 4     | 128   | 5        | .257  | .336     | .512     | 0.848 |
| 1984      | NYM       | 147   | 602   | 522   | 75    | 131   | 27       | 4        | 26       | 244   | 97    | 27    | 8        | 1     | 4     | 75    | 15    | 0     | 131   | 8        | .251  | .343     | .467     | 0.810 |
| 1985      | NYM       | 111   | 470   | 393   | 78    | 109   | 15       | 4        | 29       | 219   | 79    | 26    | 11       | 0     | 3     | 73    | 13    | 1     | 96    | 9        | .277  | .389     | .557     | 0.946 |
| 1986      | NYM       | 136   | 562   | 475   | 76    | 123   | 27       | 5        | 27       | 241   | 93    | 28    | 12       | 0     | 9     | 72    | 9     | 6     | 141   | 4        | .259  | .358     | .507     | 0.865 |
| 1987      | NYM       | 154   | 640   | 532   | 108   | 151   | 32       | 5        | 39       | 310   | 104   | 36    | 12       | 0     | 4     | 97    | 13    | 7     | 122   | 4        | .284  | .398     | .583     | 0.981 |
| 1988      | NYM       | 153   | 640   | 543   | 101   | 146   | 27       | 3        | 39       | 296   | 101   | 29    | 14       | 0     | 9     | 85    | 21    | 3     | 127   | 6        | .269  | .366     | .545     | 0.911 |
| 1989      | NYM       | 134   | 541   | 476   | 69    | 107   | 26       | 1        | 29       | 222   | 77    | 11    | 4        | 0     | 3     | 61    | 13    | 1     | 105   | 4        | .225  | .312     | .466     | 0.778 |
| 1990      | NYM       | 152   | 621   | 542   | 92    | 150   | 18       | 1        | 37       | 281   | 108   | 15    | 8        | 0     | 5     | 70    | 15    | 4     | 110   | 5        | .277  | .361     | .518     | 0.879 |
| 1991      | LAD       | 139   | 588   | 505   | 86    | 134   | 22       | 4        | 28       | 248   | 99    | 10    | 8        | 0     | 5     | 75    | 4     | 3     | 125   | 8        | .265  | .361     | .491     | 0.852 |
| 1992      | LAD       | 43    | 177   | 156   | 20    | 37    | 8        | 0        | 5        | 60    | 25    | 3     | 1        | 0     | 1     | 19    | 4     | 1     | 34    | 2        | .237  | .322     | .385     | 0.707 |
| 1993      | LAD       | 32    | 120   | 100   | 12    | 14    | 2        | 0        | 5        | 31    | 12    | 1     | 0        | 0     | 2     | 16    | 1     | 2     | 19    | 1        | .140  | .267     | .310     | 0.577 |
| 1994      | SF        | 29    | 113   | 92    | 13    | 22    | 3        | 1        | 4        | 39    | 17    | 0     | 3        | 0     | 2     | 19    | 4     | 0     | 22    | 2        | .239  | .363     | .424     | 0.787 |
| 1995      | NYY       | 32    | 99    | 87    | 15    | 24    | 4        | 1        | 3        | 39    | 13    | 0     | 0        | 0     | 0     | 10    | 1     | 2     | 22    | 0        | .276  | .364     | .448     | 0.812 |
| 1996      | NYY       | 63    | 237   | 202   | 35    | 53    | 13       | 0        | 11       | 99    | 36    | 6     | 5        | 0     | 3     | 31    | 5     | 1     | 55    | 3        | .262  | .359     | .490     | 0.849 |
| 1997      | NYY       | 11    | 32    | 29    | 1     | 3     | 1        | 0        | 0        | 4     | 2     | 0     | 0        | 0     | 0     | 3     | 0     | 0     | 9     | 2        | .103  | .188     | .138     | 0.326 |
| 1998      | NYY       | 101   | 345   | 295   | 44    | 73    | 11       | 2        | 24       | 160   | 57    | 8     | 7        | 0     | 1     | 46    | 4     | 3     | 90    | 1        | .247  | .354     | .542     | 0.896 |
| 1999      | NYY       | 24    | 66    | 49    | 10    | 16    | 5        | 0        | 3        | 30    | 6     | 2     | 0        | 0     | 0     | 17    | 0     | 0     | 16    | 0        | .327  | .500     | .612     | 1.112 |
| MLB：17年 | MLB：17年 | 1583  | 6326  | 5418  | 898   | 1401  | 256      | 38       | 335      | 2738  | 1000  | 221   | 99       | 1     | 53    | 816   | 131   | 38    | 1352  | 64       | .259  | .357     | .505     | 0.862 |

- 各年度の太字はリーグ最高

### 年度別守備成績
| 年 度 | 球 団 | 中堅（CF） | 中堅（CF） | 中堅（CF） | 中堅（CF） | 中堅（CF） | 中堅（CF） | 左翼（LF） | 左翼（LF） | 左翼（LF） | 左翼（LF） | 左翼（LF） | 左翼（LF） | 右翼（RF） | 右翼（RF） | 右翼（RF） | 右翼（RF） | 右翼（RF） | 右翼（RF） |
| 年 度 | 球 団 | 試 合      | 刺 殺      | 補 殺      | 失 策      | 併 殺      | 守 備 率   | 試 合      | 刺 殺      | 補 殺      | 失 策      | 併 殺      | 守 備 率   | 試 合      | 刺 殺      | 補 殺      | 失 策      | 併 殺      | 守 備 率   |
| ----- | ----- | ---------- | ---------- | ---------- | ---------- | ---------- | ---------- | ---------- | ---------- | ---------- | ---------- | ---------- | ---------- | ---------- | ---------- | ---------- | ---------- | ---------- | ---------- |
| 1983  | NYM   | -          | -          | -          | -          | -          | -          | -          | -          | -          | -          | -          | -          | 117        | 227        | 9          | 4          | 0          | .983       |
| 1984  | NYM   | 21         | 49         | 2          | 0          | 1          | 1.000      | -          | -          | -          | -          | -          | -          | 134        | 227        | 9          | 6          | 2          | .975       |
| 1985  | NYM   | 27         | 51         | 1          | 1          | 0          | .981       | -          | -          | -          | -          | -          | -          | 100        | 157        | 5          | 1          | 2          | .994       |
| 1986  | NYM   | -          | -          | -          | -          | -          | -          | 1          | 0          | 0          | 0          | 0          | ----       | 130        | 225        | 10         | 6          | 3          | .975       |
| 1987  | NYM   | -          | -          | -          | -          | -          | -          | -          | -          | -          | -          | -          | -          | 151        | 271        | 6          | 8          | 3          | .972       |
| 1988  | NYM   | -          | -          | -          | -          | -          | -          | -          | -          | -          | -          | -          | -          | 150        | 296        | 4          | 9          | 3          | .971       |
| 1989  | NYM   | -          | -          | -          | -          | -          | -          | -          | -          | -          | -          | -          | -          | 131        | 271        | 5          | 8          | 2          | .972       |
| 1990  | NYM   | -          | -          | -          | -          | -          | -          | -          | -          | -          | -          | -          | -          | 149        | 266        | 10         | 3          | 4          | .989       |
| 1991  | LAD   | -          | -          | -          | -          | -          | -          | -          | -          | -          | -          | -          | -          | 136        | 209        | 11         | 5          | 2          | .978       |
| 1992  | LAD   | -          | -          | -          | -          | -          | -          | 2          | 4          | 0          | 0          | 0          | 1.000      | 40         | 63         | 2          | 1          | 0          | .985       |
| 1993  | LAD   | -          | -          | -          | -          | -          | -          | 4          | 3          | 0          | 0          | 0          | 1.000      | 25         | 34         | 1          | 4          | 0          | .897       |
| 1994  | SF    | -          | -          | -          | -          | -          | -          | -          | -          | -          | -          | -          | -          | 27         | 61         | 1          | 2          | 1          | .969       |
| 1995  | NYY   | -          | -          | -          | -          | -          | -          | 1          | 1          | 0          | 1          | 0          | .500       | 10         | 17         | 2          | 1          | 1          | .950       |
| 1996  | NYY   | -          | -          | -          | -          | -          | -          | 26         | 32         | 0          | 0          | 0          | 1.000      | 8          | 13         | 1          | 0          | 0          | 1.000      |
| 1997  | NYY   | -          | -          | -          | -          | -          | -          | 4          | 5          | 0          | 0          | 0          | 1.000      | -          | -          | -          | -          | -          | -          |
| 1998  | NYY   | -          | -          | -          | -          | -          | -          | 16         | 19         | 0          | 2          | 0          | .905       | -          | -          | -          | -          | -          | -          |
| 通算  | 通算  | 48         | 100        | 3          | 1          | 1          | .990       | 54         | 64         | 0          | 3          | 0          | .955       | 1308       | 2337       | 76         | 58         | 23         | .977       |

- 各年度の太字はリーグ最高

### タイトル
- 本塁打王 1回：1988年

### 表彰
- 新人王：1983年
- シルバースラッガー賞 1回：1988年
- プレイヤー・オブ・ザ・マンス 1回：1987年5月
- MLBオールスターゲーム選出 8回：1984年 - 1991年
- ホームランダービー優勝：1986年
- 1986年のナショナルリーグチャンピオンシップシリーズで記録した12三振は、シリーズのワーストタイ記録。他にドジャースのジョン・シェルビーがいるが、こちらは7試合での記録で、6試合で記録したストロベリーが実質的にワーストである。